# 메탈 움라우트

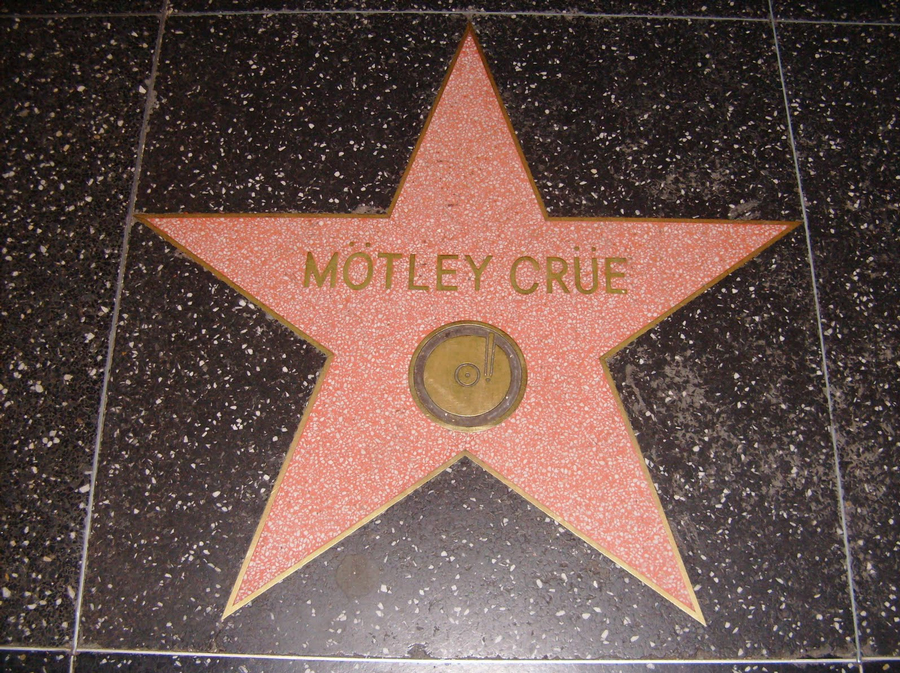
머틀리 크루의 할리우드 명예의 거리 별로, O와 U 위에 움라우트가 있다.

메탈 움라우트(영어: Metal umlaut)는 하드 록이나 헤비 메탈을 연주하는 밴드의 이름에 장식적인 이유로 움라우트를 사용하는 것을 말한다. 일례로, 블루 오이스터 컬트, 퀸스라이크, 모터헤드, 머틀리 크루 등이 있다.

## 사용
영어를 사용하는 사람들 사이에서 흑자체로 된 서체에 사용된 움라우트나 발음 구별 기호의 쓰는 것은, 마치 밴드의 로고에 이국적 브랜드 기법을 사용하는 것으로 튜턴족이 가지고 있는 게르만 족이나 북유럽 문화의 고정관념을 의미하는 것이다. 메탈 움라우트는 독일어에서 사용되는 움라우트와는 달리 일반적으로 밴드 이름을 발음하는데 영향을 끼치지는 않는다.

## 역사
하드 록이나 메탈 밴드의 이름으로 움라우트를 처음 사용한 밴드는 1970년 결성한 블루 오이스터 컬트이다. 블루 오이스터 컬트의 웹사이트에서는 기타리스트 겸 키보디스트인 앨런 라이너에 의해 움라우트가 생겼다고 나와 있지만, 록 전문 비평가 리처드 멜처는 블루 오이스터 컬트의 매니저이자 프로듀서였던 샌디 펄먼이 이름을 낸 직후 O에 움라우트를 넣는 게 어떻냐고 말했다고 주장한다.

## 반응
발음 구별 기호를 아무 이유나 발음의 변동이 없이 움라우트를 사용했을 때, 움라우트를 사용하는 국가들은 일부러 움라우트를 사용했다는 것을 이해할 수는 있지만, 발음을 다르게 인식할 수도 있다. 머틀리 크루가 독일을 방문했을 때, 머틀리 크루의 빈스 닐과 밴드는 왜 독일 사람들이 밴드 이름을 머틀리 크러라고 외쳤는지 알 수 없었다고 밝혔다.

## 예
- 허스커 두 (Hüsker Dü)
- 잭 유 (Jack Ü)
- 맥시모 파크 (Maxïmo Park)
- 머틀리 크루 (Mötley Crüe)
- 모터헤드 (Motörhead)
- 퀸스라이크 (Queensrÿche)
- 마고 데 오스 (Mägo de Oz)

## 다른 곳에서 사용된 움라우트
- 하겐다즈 (Häagen-Dazs) - 1961년에 설립된 아이스크림 브랜드.
- 브루노 (Brüno) - 2009년에 나온 다큐멘터리 영화
- 브루탈 레전드 (Brütal Legend) - 2009년에 출시한 게임

- 다이너마이트 덕스 (Dynamite Düx) - 1988년에 출시한 비디오 게임

## 같이 보기
- 가짜 키릴 문자
- 누 메탈
- 사인 오브 더 혼스
- 언어 유희
- 이국적 브랜드 기법